# 塞湖办事处
塞湖办事处是位于中华人民共和国湖北省黄冈市黄梅县的一个类似乡级单位，隶属于龙感湖管理区。

## 行政区划
2013年时，在国家统计局网站中，塞湖办事处收录为黄梅县下辖的行政区。2014年后，未有收录。下辖以下行政区：
塞南生产队村、银丰生产队村、南门生产队村、桃铃生产队村、柳林生产队村、塞东生产队村、天鹅湖生产队村、陈家湖生产队村、高墩生产队村、四美生产队村、果园队村、东风新村、桥南生产队村、水产队村、水产公司村和塞湖场直村。